# Father's Day
"Father's Day" (KBS 방영 제목: <아버지의 날>)은 영국의 텔레비전 공상과학 드라마 《닥터 후》시리즈 1의 여덟 번째 에피소드이다. 영국에서는 2005년 5월 14일 BBC One에서 처음 방송되었다. 각본은 폴 코넬, 감독은 조 애헌이 맡았다.
에피소드의 내용은 시간여행자 닥터 (크리스토퍼 에클스턴)가 그의 동행자 로즈 타일러 (빌리 파이퍼)로부터, 자신의 아버지인 피트 타일러 (숀 딩월)이 돌아가신 1987년 그날로 보내 달라는 부탁을 들어주면서 시작된다. 아버지의 교통 사고에 로즈가 개입하여 달려드는 자동차에서 아버지를 밀어내 살려내자, 시간에 상처가 나고 리퍼들이 나타나 역사를 지우기 위해 사람들을 하나둘씩 공격해 없애기 시작한다. 닥터마저 리퍼에게 휩쓸리자 고뇌에 빠진 피트는 결국, 나머지 리퍼들을 없애기 위해 원래 자신을 덮쳐 죽이려 한 차에게로 가서 스스로 몸을 던져야 함을 깨닫는다.
대표 각본과 총괄 프로듀서를 맡은 러셀 T 데이비스는 "Father's Day" 에피소드를, 로즈라는 캐릭터에 대해 알아볼 수 있는 감동적인 시간여행 스토리로 기획했다. 데이비스는 <닥터 후>의 방영이 중단되던 시기에 여러 스핀오프 드라마로 성공을 거둔 작가였던 코넬에게 에피소드 각본 집필을 맡겼다. 에피소드에서 등장하는 괴물 요소는 코넬과 제인 트랜터 BBC 드라마국장의 제안에 따라 더욱 커졌고, 리퍼의 디자인도 여러 모습을 거쳤다. 에피소드 촬영은 2004년 11월 카디프의 세인트폴 교회와 거리에서 이뤄졌다. "Father's Day"는 영국에서만 총 806만 명이 시청했으며 대체로 호평을 받았다. 평론가들은 등장인물과 감정에 초점을 맞춘 부분을 높이 평가했다.

## 줄거리
에피소드는 재키 타일러가 어린 로즈에게 아버지 피트에 대해서 말해주는 회상 장면으로 시작된다. 피트는 친구 결혼식에 참석하러 가던 도중 뺑소니 사고로 외롭게 목숨을 잃었다고 언급된다.
다시 타디스 내부로 돌아와서, 닥터는 로즈로부터 아버지가 돌아가신 날로 되돌아가서 그 자리에 있고 싶다는 부탁을 들어주게 된다. 1987년 11월 7일 토요일 런던에 도착한 둘은 아버지가 돌아가시는 교통 사고를 숨죽여 목격한다. 그러나 로즈는 돌아가신 아버지에게 가서 편히 있게 해주라는 닥터에 말에도 발걸음을 떼지 못한다. 로즈는 닥터에게 혹시 똑같은 시간대로 다시 가서 한번 더 볼 수는 없느냐고 묻고, 닥터는 허락해 주지만 패러독스가 일어나는 것을 막기 위해서 두 사람의 바로 전 모습이 떠나기 전까지는 절대로 사고 현장으로 달려가지 말라고 경고한다. 사고가 일어나기 직전 그 모습을 차마 두고 못 보던 로즈가 갑자기 뛰어나가 피트를 옆으로 밀치고 목숨을 구한다. 그와 동시에 닥터와 로즈의 바로 조금 전 모습은 사라진다. 닥터는 시간대를 엉망으로 만들게 됐다며 로즈를 꾸짖고, 둘은 서로 다투게 된다. 결국 닥터는 로즈의 타디스 키를 다시 빼앗으며 로즈를 두고 타디스로 돌아간다. 로즈가 피트와 함께 친구 결혼식으로 가려는 사이 타디스로 온 닥터는 타디스 안이 완전히 비어 있는 것을 발견한다. 그 사이 리퍼라는 이름의 이상하게 생긴 괴수가 나타나서 날아다니며 사람들을 먹어치우기 시작한다.
로즈와 피트는 예식장으로 차를 몰고 가는데 갑자기 피트를 덮쳤던 차가 나타나 충돌할 뻔하게 된다. 성당에 도착해 차에서 내린 둘은 다른 참석객과 만난다. 그중에는 재키도 있었는데, 아직 갓난아기인 로즈를 데리고 있었다. 로즈는 자기가 알던 것과는 달리 재키와 피트가 자주 부부싸움을 하는 모습에 놀란다. 어린 미키가 참석객들에게 달려가 리퍼가 온다고 울부짖는데, 처음에는 농담인 줄로만 알던 참석객들은 바로 위에 리퍼가 나타나 공격하자 혼비백산에 빠진다. 엎친 데 덮친 격으로 타디스도 갑자기 사라졌다가 실체화, 즉 한자리에 착륙하지 못하고 계속해서 사라지기를 반복한다. 닥터는 성당으로 달려가 그 안으로 대피해 살아남은 참석객들에게, 이 성당은 오래되었으니 리퍼들로부터 안전하게 지켜줄 것이라고 알린다. 닥터는 로즈에게 로즈의 행동으로 인해, 패러독스를 일으키게 됐다고 설명해 준다. 타임 로드들은 웬만하면 피해왔던 것이 바로 이 패러독스로, 리퍼들은 지금 성당 내에 있는 사람들을 제외하고 패러독스 안에 있는 모든 생명체들을 먹어치워서 시간에 난 상처를 소독한다는 것이었다. 닥터는 이어서 로즈에게 갓난 아기인 로즈에 손을 대지 말라며, 만약 손을 댄다면 시간에 더 큰 균열이 생겨 리퍼들이 성당 안으로 들어올 수 있다고 경고한다. 타디스 열쇠가 아직 따뜻하다는 것을 느낀 닥터는 성당 중앙에 열쇠를 두고, 타디스가 그 주변에 천천히 실체화되기 시작한다.
성당 안에서 머물고 있던 재키는 피트가 로즈와 대화하는 모습을 보고는 바람피우고 있다고 생각한다. 그사이 홀로 대화를 나누던 중, 피트는 로즈가 피트의 딸이라는 사실을 알게 된다. 자신은 얼마나 좋은 아버지였냐는 피트의 질문에 대답하지 못하던 로즈를 보고, 피트는 자신이 이미 사고로 죽을 운명이었다는 것을 깨닫는다. 재키는 로즈를 보고 피트가 다른 여자와 만나 둔 딸이라고 계속 의심하자, 화가 난 피트는 얼떨결에 어른이 된 로즈의 손을 갓난아기 로즈에게 갖다 댄다. 여기서 또 패러독스가 벌어지면서 리퍼들이 성당 안으로 들어올 수 있게 된다. 닥터는 자기 자신이 이 성당에서 가장 오래된 것이라면서 스스로를 리퍼에게 바친다. 리퍼가 닥터를 덮치고 닥터는 사라진다. 타디스 키도 차가워지면서 땅으로 떨어진다. 피트는 이제 더 이상 다른 선택이 없고, 시간대를 되돌리기 위해 자신이 죽을 수밖에 없다는 것을 깨닫는다. 로즈와 재키에게 눈물겨운 작별인사를 한 피트는 성당 바깥으로 나가서 원래 자신을 죽이려 했던 차로 몸을 던진다. 시간대가 원상태로 돌아가고 리퍼들에게 먹힌 사람들도 모습을 다시 드러낸다. 닥터는 로즈를 죽어가는 피트에게 가보라고 하고, 로즈는 피트가 세상을 떠날 때까지 손을 잡아준다. 로즈와 닥터는 같이 손잡고 원상태로 된 타디스로 걸어간다.
에피소드의 끝은 시작과 비슷한 회상 장면으로 이뤄진다. 재키가 어린 로즈에게 피트는 외롭게 죽지 않았다고 말하며, 피트가 죽는 순간 로즈라는 이름의 젋은 여자가 함께 있어주었다고 전해준다. 어른이 된 로즈의 목소리가 내레이션으로 아버지를 기억하는 내용으로 마무리지으며 에피소드는 끝이 난다.

### 다른 에피소드와의 연관성
이전 에피소드에서부터 이어진 배드 울프 테마가 이 에피소드에서도 등장하는데, 첫부분에서 피트가 죽게 될 현장 부근의 건물 벽에 붙여진 어느 댄스 파티 광고지에 'BAD WOLF'라는 글씨가 그 위에 크게 씌여져 있다. 로즈는 "The Parting of the Ways" 에피소드 후반부에서, 재키에게 자신이 아버지를 만났고 아버지가 돌아가실 때 손을 잡아준 소녀가 나라고 고백한다. 피트 타일러는 이 에피소드에서 죽는 것으로 끝이 나지만, 시리즈 2 에피소드인 "Rise of the Cybermen"/"Age of Steel"와 "Army of Ghosts"/"Doomsday"에서 평행우주의 아버지라는 설정을 둔 채 같은 모습으로 로즈와 재키에게 돌아온다.

### 리뷰
- (영어) "Father's Day"  - 아웃포스트 갈리프레이 리뷰
- (영어) "Father's Day"  리뷰 - The Doctor Who Ratings Guide